# ACSF3
ACSF3 (англ. Acyl-CoA synthetase family member 3) – білок, який кодується однойменним геном, розташованим у людей на короткому плечі 16-ї хромосоми. Довжина поліпептидного ланцюга білка становить 576 амінокислот, а молекулярна маса — 64 130.
| 10         |  | 20         |  | 30         |  | 40         |  | 50         |
| ---------- |  | ---------- |  | ---------- |  | ---------- |  | ---------- |
| MLPHVVLTFR |  | RLGCALASCR |  | LAPARHRGSG |  | LLHTAPVARS |  | DRSAPVFTRA |
| LAFGDRIALV |  | DQHGRHTYRE |  | LYSRSLRLSQ |  | EICRLCGCVG |  | GDLREERVSF |
| LCANDASYVV |  | AQWASWMSGG |  | VAVPLYRKHP |  | AAQLEYVICD |  | SQSSVVLASQ |
| EYLELLSPVV |  | RKLGVPLLPL |  | TPAIYTGAVE |  | EPAEVPVPEQ |  | GWRNKGAMII |
| YTSGTTGRPK |  | GVLSTHQNIR |  | AVVTGLVHKW |  | AWTKDDVILH |  | VLPLHHVHGV |
| VNALLCPLWV |  | GATCVMMPEF |  | SPQQVWEKFL |  | SSETPRINVF |  | MAVPTIYTKL |
| MEYYDRHFTQ |  | PHAQDFLRAV |  | CEEKIRLMVS |  | GSAALPLPVL |  | EKWKNITGHT |
| LLERYGMTEI |  | GMALSGPLTT |  | AVRLPGSVGT |  | PLPGVQVRIV |  | SENPQREACS |
| YTIHAEGDER |  | GTKVTPGFEE |  | KEGELLVRGP |  | SVFREYWNKP |  | EETKSAFTLD |
| GWFKTGDTVV |  | FKDGQYWIRG |  | RTSVDIIKTG |  | GYKVSALEVE |  | WHLLAHPSIT |
| DVAVIGVPDM |  | TWGQRVTAVV |  | TLREGHSLSH |  | RELKEWARNV |  | LAPYAVPSEL |
| VLVEEIPRNQ |  | MGKIDKKALI |  | RHFHPS     |  |            |  |            |

A: Аланін

C: Цистеїн

D: Аспарагінова кислота

E: Глутамінова кислота

F: Фенілаланін

G: Гліцин

H: Гістидин

I: Ізолейцин

K: Лізин

L: Лейцин

M: Метіонін

N: Аспарагін

P: Пролін

Q: Глутамін

R: Аргінін

S: Серин

T: Треонін

V: Валін

W: Триптофан

Кодований геном білок за функцією належить до лігаз. 
Задіяний у таких біологічних процесах, як метаболізм жирних кислот, метаболізм ліпідів. 
Білок має сайт для зв'язування з АТФ, нуклеотидами. 
Локалізований у мітохондрії.
Порушення ACSF3 пов'язані з часто ігнорованим метаболічним захворюванням - комбінована малонова та метилмалонова ацидурія (CMAMMA).